# Sophia Elisabet Brenner
Sophia Elisabet Brenner, född Weber den 29 april 1659 i Stockholm, död 14 september 1730, var en svensk författare. 
Sophia Elisabet Brenner opponerade sig mot 1700-talssamhällets kvinnosyn och var Sveriges första kvinnliga skönlitterära författare och också pionjär för kvinnornas intellektuella frigörelse.

## Biografi
Sophia Elisabet föddes som dotter till den från Tyskland bördige sten- och bildhuggaråldermannen Niklas Weber och hans hustru Kristina Spoor. Hon fick en god utbildning i Tyska skolan Stockholm, där hon gick i samma klass som pojkar, och lärde sig sex språk tillräckligt flytande för att redan i ungdomen förmå skriva dikter på dem alla (svenska, tyska, franska, italienska, holländska och latin; därtill lite engelska). Hon var en av Sveriges första kvinnliga studenter i spåren av Ursula Agricola och Maria Jonaea Palmgren. År 1680 gifte hon sig med Elias Brenner av släkten Brenner, känd som framstående miniatyrmålare och den svenska numismatikens fader, i dennes andra äktenskap. 
Maken och deras gemensamma vänkrets, som inbegrep Aurora Königsmarck, Anna Maria Ehrenstrahl, Johan Runius, Urban Hiärne och domprost Petrus Tillaeus, imponerades av hennes diktning. Detta ledde till att hon 1713 lät trycka sin första diktsamling, Poetiske dikter, och blev den första kvinna som författade och gav ut dikter på svenska. För den framgång hon rönte av dessa dikter kallades hon "den andra Sapfo" och "den tionde sånggudinnan" av sina samtida. 
Sophia Elisabet Brenner var också landets kanske första aktiva feminist. År 1693 utgav hon Det Qwinliga Könetz rätmätige Förswar, som tycks vara inspirerad av vänskapen med Aurora Königsmarck. 
Hon ansåg att könen egentligen var lika utom till kroppen, något hon uttryckte i en hyllningsdikt till drottning Ulrika Eleonora vid dennas kröning: 
| ”                                             | Det är ju lika gott av vilkendera färgen en styrman kläder har ell' vad de har för namn, allenast han förstår hur skeppet undan bärga och utom faran föra ut i en säker hamn, Vår kropp ej annat är än själens ytterfoder som hela skillnan gör emellan han och hon, vad själen kommer vid, så är den lika goder ja, lika stor ändå hos mången kvinnsperson | „ |
| – Hyllningsdikt vid Ulrika Elenonoras kröning | |   |

Den feministiska tradition hon på detta sätt påbörjade, fördes vidare av Hedvig Charlotta Nordenflycht.
År 1710 utkom hon med Wårs Herres och Frälsares Jesu Christi alldraheligaste pijnos historia, som allmänt betraktas som hennes främsta verk. Flera andra dikter utkom senare postumt.
Sophia Elisabet Brenner fick många ättlingar i släkterna Stenhammar, Höijer och Fahlcrantz; Benjamin Höijer var hennes sondotter Sophia Brenners enda barn. Hon är också indirekt huvudperson i Carina Burmans roman Den tionde sånggudinnan (1996) om ett fiktivt forskningsprojekt under tidigt 1900-tal om Brenners personliga brev.
| ”                                                                       | Om jag af medfödd drift för ro skull stundom rimar, Er böjelse syns klar af edert måleri. Fast konsten oss ibland har kostat några timar, Man kan på bättre vis ej oförgäten bli. Lät afund grina till, lät döden skäktan spänna, För ingendera skräms er pensel, ell’ min penna. | „ |
| – Dikt av Sophia Elisabet Brenner, inspirerad av Anna Maria Ehrenstrahl | |   |

Sophia Elisabet Brenner är begravd i Riddarholmskyrkan i Stockholm.

### Samlade och valda verk
- Samlade vitterhetsarbeten af svenska författare från Stjernhjelm till Dalin. 17, Samlade poetiska dikter / Sophia Elisabeth Brenner. Upsala: Hanselli. 1873. Libris 600777. https://runeberg.org/svsf/17/
- Samlade dikter. Del 1, Poetiske dikter 1713 / utgivna av Valborg Lindgärde. 1, Text. Svenska författare utgivna av Svenska vitterhetssamfundet, 0346-7864 ; 27. Stockholm: Svenska vitterhetssamfundet. 2009. Libris 13455279. https://litteraturbanken.se/forfattare/BrennerSE/titlar/PoetiskeDikter1sida/-14/etext?om-boken
- Samlade dikter. Del 2, Poetiske dikter 1732 och övriga dikter / utgivna av Valborg Lindgärde. 1, Text. Svenska författare utgivna av Svenska Vitterhetssamfundet, 0346-7864 ; 27. Stockholm: Svenska Vitterhetssamfundet. 2017. Libris 20719368. ISBN 9789172301832. https://litteraturbanken.se/forfattare/BrennerSE/titlar/PoetiskeDikter2/sida/-4/etext?om-boken
- Letters of a learned lady : Sophia Elisabeth Brenner's correspondence, with an edition of her letters to and from Otto Sperling the Younger / Elisabet Göransson. Stockholm: Almqvist & Wiksell International. 2006. Libris 13552943. http://lup.lub.lu.se/record/25939/file/26699.pdf